# Animus domini
Animus domini é uma expressão em latim que significa a intenção agir como dono. A expressão é muito utilizada no campo jurídico para indicar a intenção de possuir, de ser dono. Posse animus domini traduz-se como "intenção de obter o domínio da coisa".
Animus domini como o conceito jurídico nada mais significa que a contraposição ao mero possuidor a título precário (ex.: o locatário, o comodatário e o usufrutuário.). O animus domini é, pois, em síntese, exteriorizado como aquele que tem posse do bem em nome próprio e não se acha em relação de dependência para quem quer que seja. 
O animus domini é aferido segundo critérios objetivos outros que não guardam mínima correlação, nem tampouco pertinência com a capacidade tributária ou econômica daquele que exerce a posse de forma mansa, não violenta e sem oposição de quem quer que seja.
Animus domini, na lição de De Plácido e Silva, "é a consciência do senhor da coisa de que esta lhe pertence de pleno direito, e, por isso, juridicamente, a poder deter em sua posse. E a posse que resulta daí é a do próprio direito, porque indica a posse do domínio."
O animus domini é elemento substancial do direito de posse, e a indica como uma posse perfeita, visto que ela se comporta sobre uma coisa que se possui como sendo de propriedade própria.
Miguel Reale disciplina que a partir da diretriz da socialização fez surgir “dois modos de possuir capazes de alcançar a usucapião: a posse simples e a qualificada”.
A posse qualificada com privilégio é “marcada pelo elemento fático caracterizador da função social: é a posse exercida a título de moradia e enriquecida pelo trabalho ou investimento”.
Assim, se por falta de cuidado de uma coisa, os poderes inerentes à propriedade forem exercidos por um terceiro, que tem a posse qualificada com privilégio, tornando-a útil no crivo da sociedade, permitir-se-á não só a inversão na proteção, mas, também, a consolidação da propriedade em favor deste terceiro, através da usucapião.
Eis, a propósito, Pontes de Miranda: “A res furtiva, que era espécie de res vitiosa, não podia ser usucapida. Não, assim, hoje em dia. O ladrão pode usucapir; o terceiro usucape, de boa ou de má fé, a coisa furtada”.
Já Lafayette, em sua obra "Direito das Coisas", giza na nota nº 55 ao § 66 da obra que "as coisas imóveis vi possessae e os móveis furtados – res furtivae – segundo o Direito Romano, não podiam ser prescritas nem mesmo pelo adquirente que em boa-fé as houvesse recebido do autor do esbulho ou do furto". Esse rigor não foi aceito pelo direito moderno. De fato, a posse do terceiro adquirente não traz em si o vício da posse anterior. Por que, pois, negar-lhe a virtude de produzir a prescrição?”